# 高山寄生
高山寄生（学名：Scurrula elata）为桑寄生科梨果寄生属下的一个种。